# Condado de Lanark
O Condado de Lanark é uma subdivisão administrativa da província canadense de Ontário. Sua sede é Perth. Possui uma área de 2 979 km², uma população de 62 495 habitantes e uma densidade populacional de 21 hab/km².